# Grande Prêmio da Hungria de 2012
O Grande Prêmio da Hungria de 2012  foi a décima primeira corrida da temporada de 2012 da Fórmula 1. A prova foi disputada no dia 29 de julho no Circuito de Hungaroring, Budapeste, e os treinos nos dias 27 e 28.
Além de Lewis Hamilton que venceu a edição de 2012, os pilotos em atividade, Jenson Button,Michael Schumacher, Fernando Alonso, Heikki Kovalainen e Mark Webber já venceram este Grande Prêmio.

## Relatório

### Classificatório
Q1 — primeira parte
Após ser dado o sinal verde demorou um pouco para que os pilotos fossem à pista, sendo que o francês Grosjean, primeiro a deixar os boxes, teve algum tempo para andar sozinho e marcar tempo com pista livre. Porém foi seu companheiro de equipe Raikkonen quem liderou inicialmente os trabalhos. Mesmo quando alguns dos pilotos favoritos foram para a pista ele manteve a liderança e ainda seguiu baixando sua marca. Quando Raikkonen foi para os boxes Massa e Senna repetiram o desempenho dos treinos livres e marcaram o segundo e o terceiro tempo, sendo superados depois por Grosjean e por Hamilton, que assumiu a liderança. Alonso era apenas o 11º e Vettel o 18º até a metade do Q1.
Massa e Button abriram a segunda metade disputando a quarta posição, enquanto Senna superou os dois e foi segundo, apenas três décimos mais lento que Hamilton. Faltando 6 minutos para o fim, Hamilton baixou seu tempo em meio segundo, marcando 1m21s794mil, com Senna em segundo e Raikkonen em terceiro.
Com três minutos para o fim o espanhol Alonso era apenas o 17º colocado, porém com uma bela volta feita com pneus macios na parte final ele se colocou na segunda posição, sendo logo superado por Di Resta e Rosberg, mas garantindo seu lugar no Q2. Com a melhora de vários pilotos Massa chegou a cair para a zona de risco, porém melhorou sua posição, subindo para oitavo e deixando Vettel em 16º há 30 segundos do final e já nos boxes. O mais rápido do Q1 foi o inglês Hamilton, que fez 1m21s794mil, Massa foi o 8º e Senna foi o 10º. Os eliminados foram Ricciardo, Kovalainen, Petrov, Pic, Glock, De La Rosa e Karthikeyan.
Q2 — segunda parte

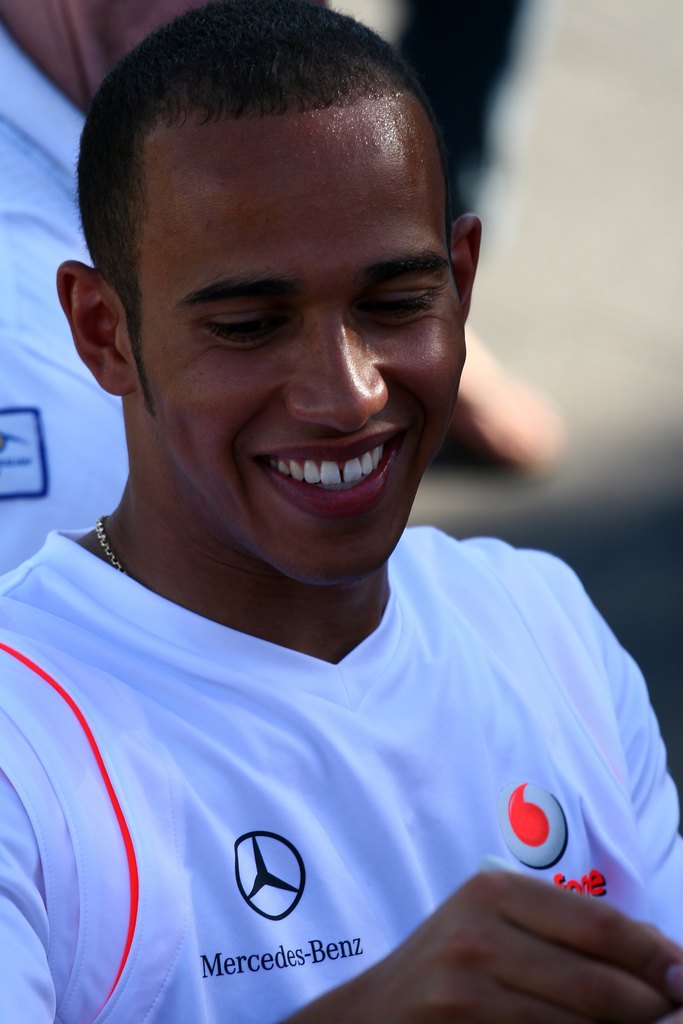
Hamilton foi o pole position

Iniciado o Q2 metade do grid foi para a pista, liderados pelo alemão Schumacher, que teve pista livre pela frente. Em sua primeira volta Massa assumiu a liderança com a boa marca de 1m21s951mil, sendo superado na sequência por Hulkenberg e por Button. O alemão e o brasileiro logo foram para os boxes. Raikkonen foi o próximo a assumir a liderança, com 1m21s614mil com Grosjean em segundo, o que mostrou o bom desempenho da Lotus em Hungaroring.
Novamente o inglês Hamilton começou a segunda metade do treino assumindo a liderança, com 1m21s060mil e com as três melhores parciais da pista. Com 3 minutos para o fim da sessão, o brasileiro Massa fez o segundo tempo e manteve-se a frente de seu companheiro de equipe, Alonso. O espanhol na sequência fez o terceiro tempo, 6 centésimos de segundo mais lento que Massa. Ambos foram superados na sequência pelo alemão Vettel, que ficou em segundo.
Já Senna era o 12º no minuto final e conseguiu marcar o oitavo tempo, caindo para décimo com as melhoras de Maldonado e Grosjean. Hulkenberg tirou Senna dos dez primeiros, porém o brasileiro seguiu na pista e repetiu o décimo posto nos últimos minutos, garantindo seu lugar no Q3. O mais rápido da sessão mais uma vez foi Hamilton, com Vettel, Maldonado, Massa e Raikkonen na sequência. Os eliminados foram Webber, Di Resta, Rosberg, Pérez, Kobayashi, Vergne e Schumacher.
Q3 — terceira parte
O finlandês Raikkonen foi o primeiro a marcar tempo no Q3, com 1m22s717mil, ainda lento. Em seguida Hamilton, Grosjean e Button o superaram, com Hamilton em primeiro com o tempo de 1m21s260mil, que logo o levou de volta para os boxes. Vettel teve a chance de fazer sua volta sozinho na pista e marcou o segundo tempo. Enquanto isso o brasileiro Senna perdeu a chance de fazer tempo na sua primeira volta por uma rodada.
Com cronômetro zerado, Hamilton manteve-se na pole position com Grosjean em segundo, superando Vettel no finalzinho, que caiu para terceiro. Button terminou na quarta posição com Raikkonen em quinto, Alonso em sexto, Massa em sétimo e Maldonado em oitavo, Senna em nono e Hulkenberg em décimo. Alonso e Massa deixaram para fazer suas voltas juntos, nos últimos instantes, sendo que dessa vez os 6 centésimos ficaram de vantagem para o espanhol.

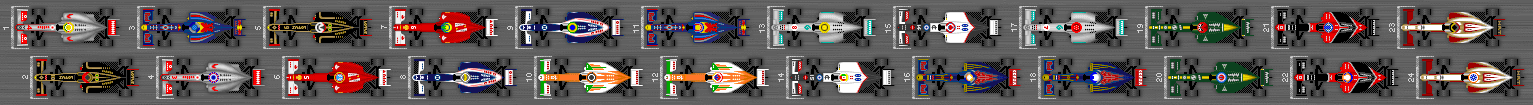
Grid de largada.

### Corrida

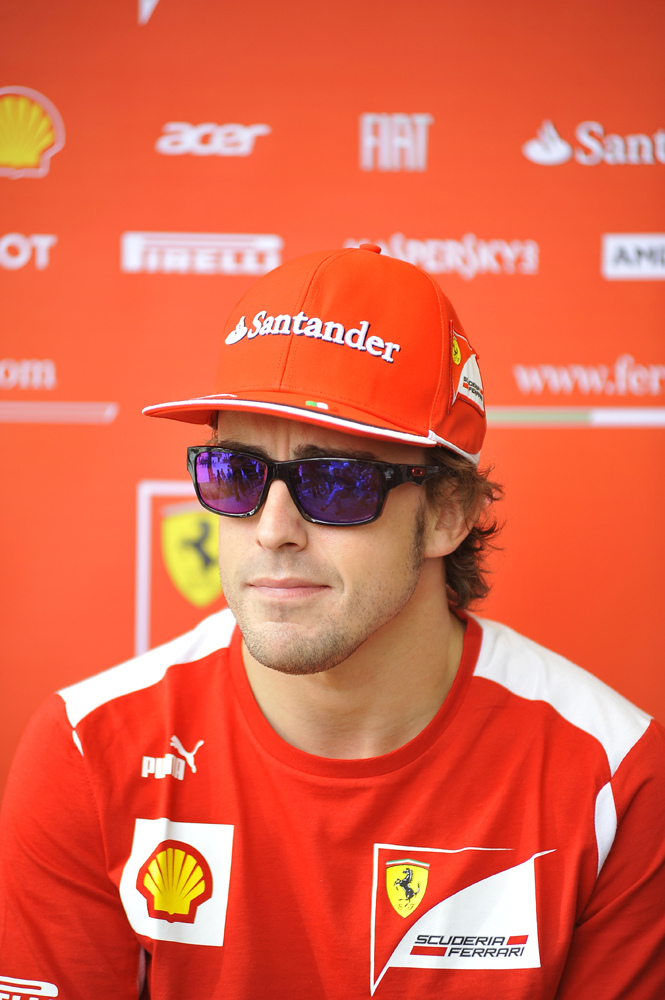
Alonso manteve-se como líder do campeonato.

Havia previsão de chuva para a corrida, porém ela não apareceu. Com isso, a maioria das posições pós largada foi mantida até o fim. A largada ocorreu apenas após duas voltas de apresentação. Houve uma aparente falha na sinalização de prova, o que obrigou os pilotos a aquecerem os pneus por mais uma volta. Schumacher, que já estava partindo da 17ª posição, foi o grande prejudicado, pois deixou o carro morrer e teve de largar dos boxes. Na sequência o alemão ainda seria punido e pararia nos boxes mais uma vez. Destaque para as largadas de Senna, que ganhou posição de Massa e quase de Alonso, e também de Webber, que largou da 11ª posição para sétimo. Raikkonen, que era o quinto colocado e partiria para uma estratégia diferente de pit stops, acabou perdendo posição para Alonso, o que o atrasou muito na pista.
Atrás de Hamilton, Raikkonen e Grosjean, ainda ficaram Vettel, Alonso, Button, Senna, Webber, Massa e Rosberg completando os dez primeiros. Apesar do resultado abaixo do desejado para um líder de mundial, o espanhol Alonso ainda conseguiu aumentar sua vantagem na liderança do mundial para 40 pontos em cima do australiano Webber. Agora Alonso tem 164 pontos contra 124 do piloto da Red Bull Racing. Seu companheiro de equipe Vettel tem 122 e o vencedor do dia tem 117.

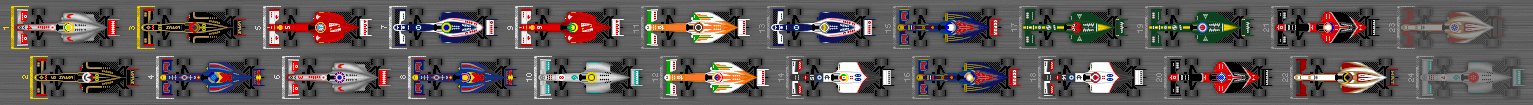
Resultado da corrida.

## Resultados

### Treino classificatório
| Pos                 | Nº | Piloto             | Equipe                  | Q1       | Q2       | Q3       | voltas |
| ------------------- | -- | ------------------ | ----------------------- | -------- | -------- | -------- | ------ |
| 1                   | 4  | Lewis Hamilton     | McLaren-Mercedes        | 1:21.794 | 1:21.060 | 1:20.953 | 1      |
| 2                   | 10 | Romain Grosjean    | Lotus-Renault           | 1:22.755 | 1:21.657 | 1:21.366 | 2      |
| 3                   | 1  | Sebastian Vettel   | Red Bull Racing-Renault | 1:22.948 | 1:21.407 | 1:21.416 | 3      |
| 4                   | 3  | Jenson Button      | McLaren-Mercedes        | 1:22.028 | 1:21.618 | 1:21.583 | 4      |
| 5                   | 9  | Kimi Räikkönen     | Lotus-Renault           | 1:22.234 | 1:21.583 | 1:21.730 | 5      |
| 6                   | 5  | Fernando Alonso    | Ferrari                 | 1:22.095 | 1:21.598 | 1:21.844 | 6      |
| 7                   | 6  | Felipe Massa       | Ferrari                 | 1:22.203 | 1:21.534 | 1:21.900 | 7      |
| 8                   | 18 | Pastor Maldonado   | Williams-Renault        | 1:22.475 | 1:21.504 | 1:21.939 | 8      |
| 9                   | 19 | Bruno Senna        | Williams-Renault        | 1:22.271 | 1:21.697 | 1:22.343 | 9      |
| 10                  | 12 | Nico Hülkenberg    | Force India-Mercedes    | 1:22.176 | 1:21.653 | 1:22.847 | 10     |
| 11                  | 2  | Mark Webber        | Red Bull Racing-Renault | 1:22.829 | 1:21.715 |          | 11     |
| 12                  | 11 | Paul di Resta      | Force India-Mercedes    | 1:21.912 | 1:21.813 |          | 12     |
| 13                  | 8  | Nico Rosberg       | Mercedes                | 1:22.079 | 1:21.895 |          | 13     |
| 14                  | 15 | Sergio Perez       | Sauber-Ferrari          | 1:22.110 | 1:21.895 |          | 14     |
| 15                  | 14 | Kamui Kobayashi    | Sauber-Ferrari          | 1:22.801 | 1:22.300 |          | 15     |
| 16                  | 17 | Jean-Éric Vergne   | Toro Rosso-Ferrari      | 1:22.799 | 1:22.380 |          | 16     |
| 17                  | 7  | Michael Schumacher | Mercedes                | 1:22.436 | 1:22.723 |          | 17     |
| 18                  | 16 | Daniel Ricciardo   | Toro Rosso-Ferrari      | 1:23.250 |          |          | 18     |
| 19                  | 20 | Heikki Kovalainen  | Caterham-Renault        | 1:23.576 |          |          | 19     |
| 20                  | 21 | Vitaly Petrov      | Caterham-Renault        | 1:24.167 |          |          | 20     |
| 21                  | 25 | Charles Pic        | Marussia-Cosworth       | 1:25.244 |          |          | 21     |
| 22                  | 24 | Timo Glock         | Marussia-Cosworth       | 1:25.476 |          |          | 22     |
| 23                  | 22 | Pedro de la Rosa   | HRT-Cosworth            | 1:25.916 |          |          | 23     |
| 24                  | 23 | Narain Karthikeyan | HRT-Cosworth            | 1:26.178 |          |          | 24     |
| 107% tempo:1:27.519 |    |                    |                         |          |          |          |        |
| Fonte:              |    |                    |                         |          |          |          |        |

### Corrida
| #      | Nº | Piloto             | Equipe                  | Voltas | Tempo           | Grid | Pontos |
| 1      | 4  | Lewis Hamilton     | McLaren-Mercedes        | 69     | 1:41:05.503     | 1    | 25     |
| 2      | 9  | Kimi Räikkönen     | Lotus-Renault           | 69     | +1.032s         | 5    | 18     |
| 3      | 10 | Romain Grosjean    | Lotus-Renault           | 69     | +10.518s        | 2    | 15     |
| 4      | 1  | Sebastian Vettel   | Red Bull Racing-Renault | 69     | +11.614s        | 3    | 12     |
| 5      | 5  | Fernando Alonso    | Ferrari                 | 69     | +26.653s        | 6    | 10     |
| 6      | 3  | Jenson Button      | McLaren-Mercedes        | 69     | +30.243s        | 4    | 8      |
| 7      | 19 | Bruno Senna        | Williams-Renault        | 69     | +33.899s        | 9    | 6      |
| 8      | 2  | Mark Webber        | Red Bull Racing-Renault | 69     | +34.458s        | 11   | 4      |
| 9      | 6  | Felipe Massa       | Ferrari                 | 69     | +38.350s        | 7    | 2      |
| 10     | 8  | Nico Rosberg       | Mercedes                | 69     | +51.234s        | 13   | 1      |
| 11     | 12 | Nico Hülkenberg    | Force India-Mercedes    | 69     | +57.283s        | 10   |        |
| 12     | 11 | Paul di Resta      | Force India-Mercedes    | 69     | +1:02.887s      | 12   |        |
| 13     | 18 | Pastor Maldonado   | Williams-Renault        | 69     | +1:03.606s      | 8    |        |
| 14     | 15 | Sergio Pérez       | Sauber-Ferrari          | 69     | +1:04.494s      | 14   |        |
| 15     | 16 | Daniel Ricciardo   | Toro Rosso-Ferrari      | 68     | +1 Lap          | 18   |        |
| 16     | 17 | Jean-Éric Vergne   | Toro Rosso-Ferrari      | 68     | +1 volta        | 16   |        |
| 17     | 20 | Heikki Kovalainen  | Caterham-Renault        | 68     | +1 volta        | 19   |        |
| 18     | 14 | Kamui Kobayashi    | Sauber-Ferrari          | 67     | hidráulico      | 15   |        |
| 19     | 21 | Vitaly Petrov      | Caterham-Renault        | 67     | +2 voltas       | 20   |        |
| 20     | 25 | Charles Pic        | Marussia-Cosworth       | 67     | +2 voltas       | 21   |        |
| 21     | 24 | Timo Glock         | Marussia-Cosworth       | 66     | +3 voltas       | 22   |        |
| 22     | 22 | Pedro de la Rosa   | HRT-Cosworth            | 66     | +3 voltas       | 23   |        |
| 23     | 23 | Narain Karthikeyan | HRT-Cosworth            | 60     | suspensão       | 24   |        |
| Ret    | 7  | Michael Schumacher | Mercedes                | 58     | quebra de motor | 17   |        |
| Fonte: |    |                    |                         |        |                 |      |        |

## Tabela do campeonato após a corrida
Observe que somente as cinco primeiras posições estão incluídas na tabela.
|        | 1 | Fernando Alonso  | 164 |
|        | 2 | Mark Webber      | 124 |
|        | 3 | Sebastian Vettel | 122 |
| 1      | 4 | Lewis Hamilton   | 117 |
| 1      | 5 | Kimi Räikkönen   | 116 |
| Fonte: |   |                  |     |

|        | 1 | Red Bull-Renault | 246 |
| 1      | 2 | McLaren-Mercedes | 193 |
| 1      | 3 | Lotus-Renault    | 192 |
| 2      | 4 | Ferrari          | 189 |
|        | 5 | Mercedes         | 106 |
| Fonte: |   |                  |     |